# Canthidium planovultum
Canthidium planovultum är en skalbaggsart som beskrevs av Henry Fuller Howden och Young 1981. Canthidium planovultum ingår i släktet Canthidium och familjen bladhorningar. Inga underarter finns listade.